# Torre del Guardingo
La torre del Guardingo era una costruzione difensiva del periodo longobardo a Firenze.

## Storia
Il nome guardingo o gardingo (gardingus) indica una fortificazione risalente al VIII e IX secolo, costituita sostanzialmente da una torre di avvistamento isolata o inserita in una cerchia muraria cittadina. Costruzioni simili erano presenti per esempio a Pistoia (sul posto dell'attuale campanile del Duomo). Rarissimi sono i resti di tali costruzioni, testimoniate invece in Toscana da numerosi toponimi.
A Firenze la posizione del Gardingus è stata localizzata dagli storici sul sito dell'attuale palazzo Vecchio. Fu realizzato, probabilmente per potenziare le strutture difensive cittadine, che seguivano, almeno in parte, le antiche mura romane, ma che erano ormai disordinate e disomogenee. Ipotizzata la posizione della torre nell'area in angolo tra via dei Leoni e via dei Gondi, non ne sono state ritrovate tracce nel corso delle campagne di scavo del teatro romano sottostante all'area est del palazzo Vecchio. Probabile è che la torre di vedetta si trovasse poco più a sud dell'area scavata, dove le mura facevano angolo all'incirca tra via dei Leoni e via della Ninna, oppure che fosse integrata nei resti del teatro, senza intaccarne le fondazioni.
Nel XII secolo il termine gardingus indicava tutta l'area dei resti del teatro romano, utilizzati come carceri fino al 1297, poi occupata dal palazzo Vecchio, sopravvivendo come toponimo alla torre forse scomparsa. Una "via del Guardingo" esistette fino all'ampliamento del complesso edilizio nel XVI secolo.   
Unica torre ancora esistente così chiamata si trova a Montevarchi, in via dell'Ornaccio.